# مروان أحمد دماج
مروان أحمد دماج   (و. 1970  م) هو سياسي يمني، عين وزيراً للثقافة في 18 سبتمبر 2016.
| المناصب السياسية     | المناصب السياسية                             | المناصب السياسية   |
| -------------------- | -------------------------------------------- | ------------------ |
| سبقه أروى عبده عثمان | وزير الثقافة 18 سبتمبر 2016 - ١٨ ديسمبر ٢٠٢٠ | تبعه معمر الإرياني |